# R Льва
R Льва — переменная звезда в созвездии Льва, красный гигант типа Миры.
Видимая звездная величина R Льва колеблется между 4,31 и 11,65° с периодом 312 дней. При максимальной величине её видно невооружённым глазом.
Эффективная температура звезды оценивается между 2930 и 3080 кельвинами, а радиус — между 320 и 350 солнечных радиусов (1,36—1,5 астрономических единиц, примерно равным орбите Марса).

## Планетная система
В 2009 году Wiesemeyer предположил, что квази-периодические колебания, наблюдаемые для звезды R Льва, могут быть связаны с испарением вещества околозвездного спутника, вероятно, экзопланеты. Эта планета, предположительно, имеет массу в два раза большую, чем масса Юпитера, период обращения 5,2 земного года, а расстояние до R Льва, вероятно, составляет 2,7—3 астрономических единиц. В случае подтверждения этой теории, объект вполне может быть испаряющейся планетой, с длинными кометным хвостом-следом с интенсивными выбросами типа мазера оксида кремния. Также, по расчётам, планетарная температура будет превышать 1500 кельвинов, а звёздная светимость более чем в 8000 раз больше, чем светимость Солнца.
| Планета              | Масса (MJ) | Радиус (RJ) | Период обращения (дней) | Большая полуось орбиты (а. е.) | Эксцентриситет орбиты |
| -------------------- | ---------- | ----------- | ----------------------- | ------------------------------ | --------------------- |
| b (неподтверждённая) | ~2         | ?           | 1898                    | 2,7—3                          | 0                     |